# Dicranomyia (Melanolimonia) evexa
Dicranomyia (Melanolimonia) evexa is een tweevleugelige uit de familie steltmuggen (Limoniidae). De soort komt voor in het Oriëntaals gebied.